# Grammosciadium cornutum
Grammosciadium cornutum är en flockblommig växtart som först beskrevs av Nábe$klek, och fick sitt nu gällande namn av C.C.Towns. Grammosciadium cornutum ingår i släktet Grammosciadium och familjen flockblommiga växter. Inga underarter finns listade i Catalogue of Life.